# ماريان سوتون
ماريان سوتون (بالإنجليزية: Marian Sutton) هي منافسة ألعاب القوى بريطانية، ولدت في 7 أكتوبر 1963 في لندن في المملكة المتحدة.

## وصلات خارجية
- ماريان سوتون على موقع الاتحاد الدولي لألعاب القوى (الإنجليزية)
- ماريان سوتون على موقع ThePowerOf10.info (الإنجليزية)
- ماريان سوتون على موقع رابطة إحصائيات سباق الطريق (الإنجليزية)
- ماريان سوتون على موقع أوليمبيديا (الإنجليزية)
- ماريان سوتون على موقع اتحاد ألعاب الكومنولث (مؤرشف) (الإنجليزية)